# Basedth
Basedth es uno de los ocho distritos que forman la provincia camboyana de Kompung Speu, con una población estimada en marzo de 2008 de 119 531 habitantes. Está dividido en las siguientes  comunas (khum), que se muestran asimismo con población estimada de 2008:
- Basedth 10,737
- Kak 5,173
- Kat Phluk 7,647
- Nitean 7,070
- Pheakdei 6,057
- Pheari Mean Chey 7,639
- Phong 7,684
- Pou Angkrang 14,747
- Pou Chamraeun 6,684
- Pou Mreal 9,203
- Preah Khae 5,541
- Svay Chacheb 7,705
- Svay Rumpea 7,804
- Tuol Ampil 9,464
- Tuol Sala 6,376[1]